# نامونا
نامونا هي بلدة في مقاطعة أنديجان في ولاية أنديجان في أوزبكستان.